# Żur (wieś)
Żur – wieś kociewska w Polsce położona w województwie kujawsko-pomorskim, na obszarze Wdeckiego Parku Krajobrazowego, w powiecie świeckim, w gminie Osie u ujścia Sobińskiej Strugi do Wdy.
W latach 1975–1998 miejscowość administracyjnie należała do województwa bydgoskiego.
We wsi znajdują się 3 stanowiska archeologiczne z okresu późnośredniowiecznego i nieczynny cmentarz ewangelicki z XIX w.
W Żurze zlokalizowane są 2 pomniki przyrody:
| Nr | Nazwa             | Lokalizacja                    | Obwód przy powołaniu | Akt prawny | Zdjęcie |
| 1. | Głaz narzutowy    | przy awaryjnym upuście zapory  | 770 cm               | 1991       |         |
| 2. | Lipa drobnolistna | przy dawnej szkole podstawowej | 374 cm               | 1995.      |         |

## Historia

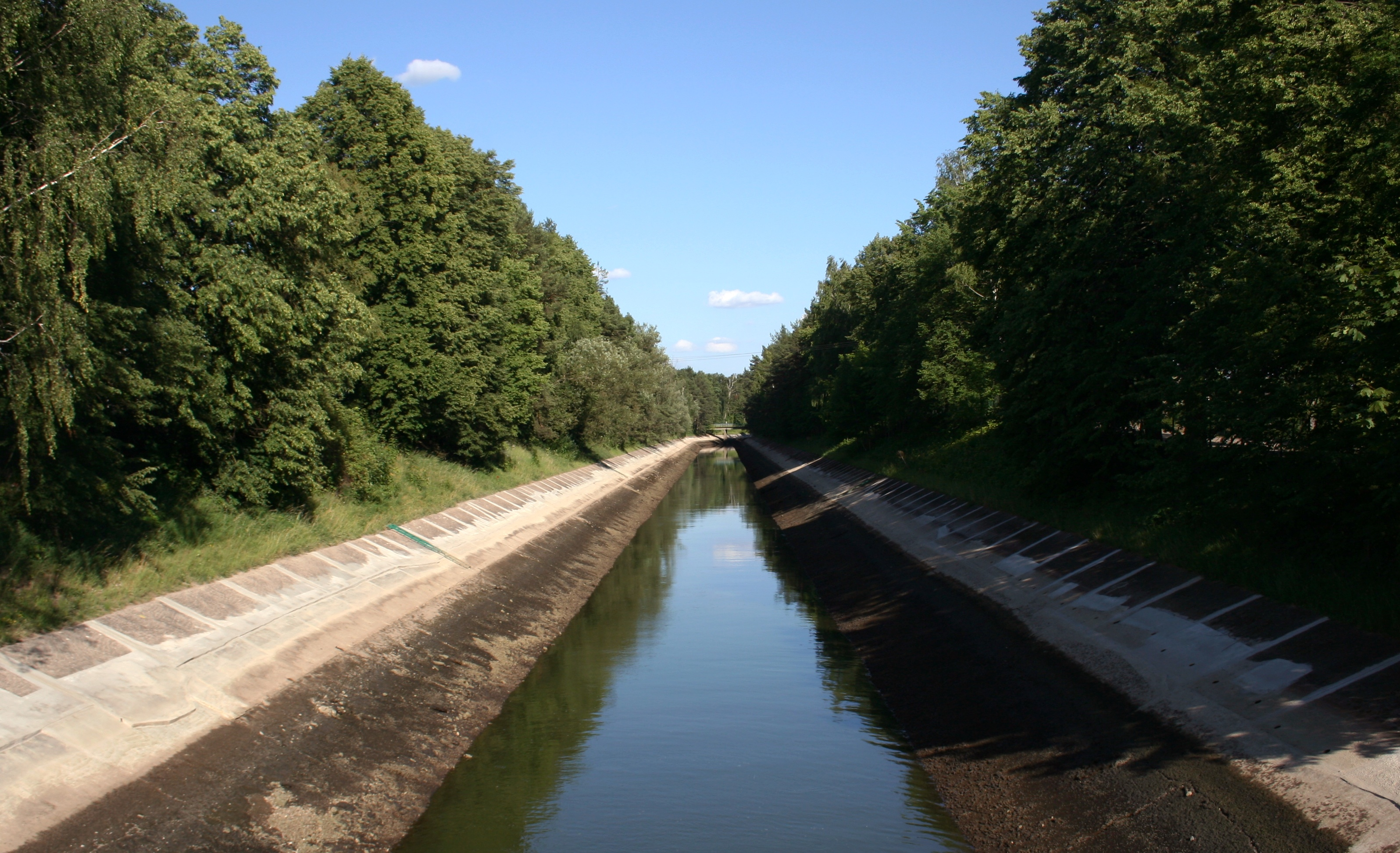
Kanał na Wdzie, fragment danej infrastruktury przy elektrowni Żur

W miejscowości pod koniec lat 20. XX wieku wybudowana została wodna elektrownia Żur dla celów dostarczania energii elektrycznej dla budującej się w tym czasie Gdyni. Dla spiętrzenia wody utworzony został Zalew Żurski, a przy zaporze przed II wojną światową postawiono figurę Matki Boskiej – Gwiazdę Morza.